# Đông Thành, Phú Thọ
Đông Thành là một xã thuộc huyện Thanh Ba, tỉnh Phú Thọ, Việt Nam.
Xã Đông Thành có diện tích 12,43 km², dân số năm 1999 là 6777 người, mật độ dân số đạt 545 người/km².

## Đình Đông Thượng
Đình Đông Thượng là di tích nổi tiếng ở Đông Thành; được xây dựng từ lâu đời, thờ 4 vị đại vương, trong đó 2 vị là Tuấn công và Hiển công thời vua Hùng Duệ Vương và 2 vị đại vương họ Vi là Thỏa Kỳ Đô hộ thông minh Nẫm ứng đại vương và Trung quân Chính trực dũng lược Hùng đoán đại vương. Đây là 2 vị tướng nhà Đinh họ Vi Đông Thành có công giúp Đinh Bộ Lĩnh dẹp loạn 12 sứ quân vào thời nhà Đinh thế kỷ thứ X. Theo thần tích xã Yên Bình thuộc tổng Yên Lành, huyện Thanh Ba, tỉnh Phú Thọ, do Nguyễn Bính soạn năm 1572 thì đây là hai anh em song sinh là Nỗi Cả (Nỗi Cả Đô Hộ Đại Vương) và Trung Quân (Trung Quân Trực Dũng Đại Vương), có công dẹp loạn 12 sứ quân thời Đinh Bộ Lĩnh.